# Aphantopus
Aphantopus är ett släkte av fjärilar som beskrevs av Hans Daniel Johan Wallengren 1853. Aphantopus ingår i familjen praktfjärilar.

## Bildgalleri

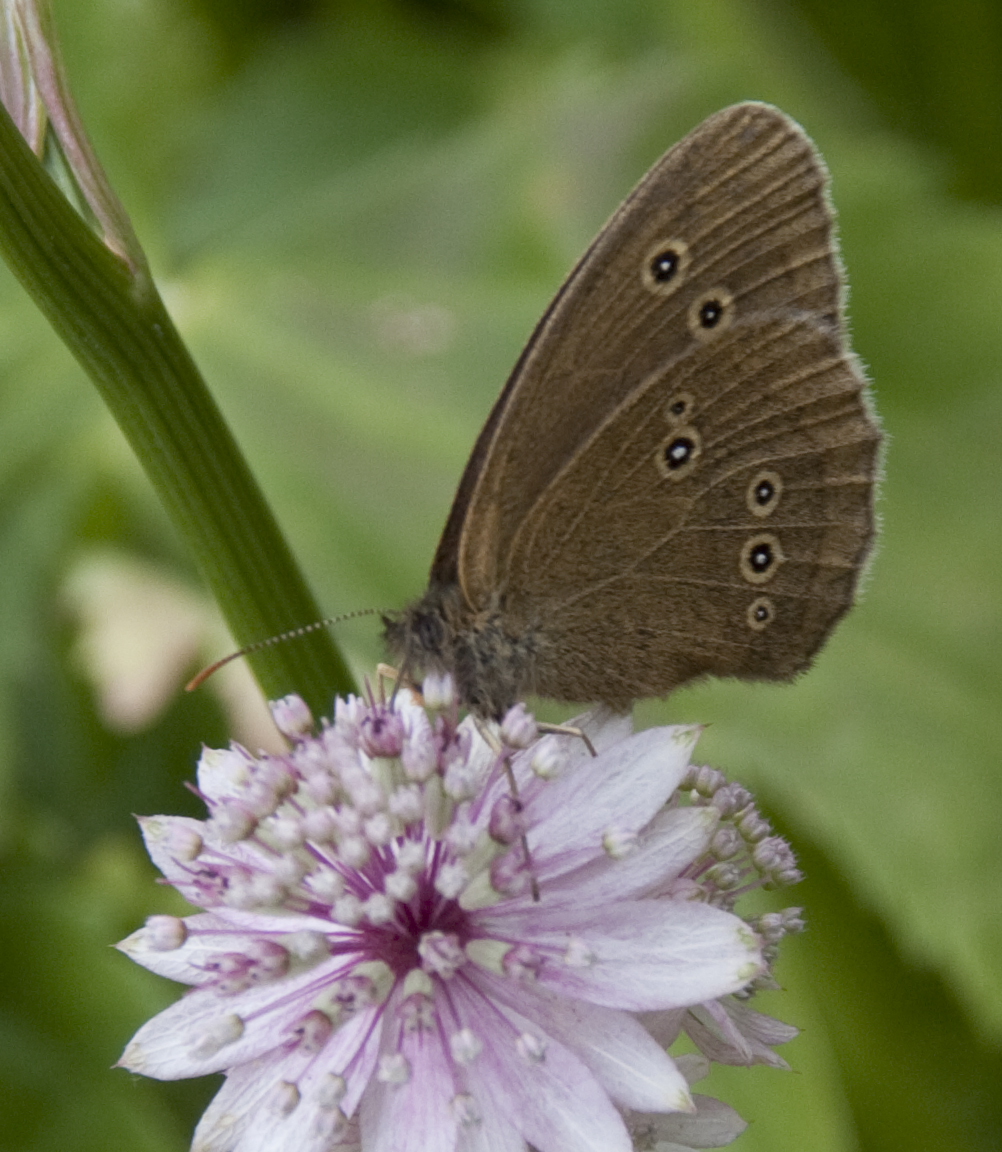

## Dottertaxa tillAphantopus, i alfabetisk ordning[1][2]
- Aphantopus albipunctata
- Aphantopus amurensis
- Aphantopus anzuensus
- Aphantopus arctica
- Aphantopus arcuata
- Aphantopus arete
- Aphantopus arvensis
- Aphantopus bieti
- Aphantopus borisi
- Aphantopus cabeaui
- Aphantopus caeca
- Aphantopus caecimaculata
- Aphantopus campana
- Aphantopus centrifera
- Aphantopus decora
- Aphantopus elongata
- Aphantopus goodsoni
- Aphantopus hyperantana
- Aphantopus hyperantella
- Aphantopus hyperantoidana
- Aphantopus hyperantoides
- Aphantopus hyperantus
- Aphantopus hyperophthalmus
- Aphantopus infrapallida
- Aphantopus insularis
- Aphantopus jeholana
- Aphantopus krymaeus
- Aphantopus lanceolata
- Aphantopus languescens
- Aphantopus luti
- Aphantopus maculosa
- Aphantopus marpurgensis
- Aphantopus maxima
- Aphantopus minor
- Aphantopus neustetteri
- Aphantopus nigra
- Aphantopus obsoleta
- Aphantopus ocellatus
- Aphantopus ochracea
- Aphantopus octoculata
- Aphantopus pallens
- Aphantopus paludominimus
- Aphantopus parvocellata
- Aphantopus polymeda
- Aphantopus pseudohyperantus
- Aphantopus pseudoocellatus
- Aphantopus rufilius
- Aphantopus sajanus
- Aphantopus semialbescens
- Aphantopus serbianus
- Aphantopus sexoculatus
- Aphantopus sibiricus
- Aphantopus sublanguescens
- Aphantopus supernumeraria
- Aphantopus totemaxima
- Aphantopus vidua
- Aphantopus yunnana
- Aphantopus yunnananus